# Z-9 Wolfgang Zenker
Z-9 Вольфганг Ценкер (нем. Z-9 «Wolfgang Zenker») — немецкий эскадренный миноносец типа 1934A.
Назван в честь Отто Вольфганга Ценкера, лейтенанта линкора «Кёниг», убитого восставшими матросами 5 ноября 1918 года во время Кильского восстания.
Заложен 22 марта 1935 года на верфи фирмы «Germaniawerft» в Киле. Спущен на воду 27 марта 1936 года и 2 июля 1938 года вступил в строй. После вступления в строй был приписан к 5 дивизиону эскадренных миноносцев Кригсмарине. По состоянию на сентябрь 1939 года бортовой № 61.

## История службы
19 августа 1938 года участвовал во флотском смотре с участием рейхсканцлера Гитлера и регента Венгрии адмирала Хорти.
4 апреля 1939 года вошёл в состав 4-й флотилии эскадренных миноносцев кригсмарине.
С началом Второй мировой войны участвовал в Польской кампании.
С октября 1939 года по февраль 1940 года действовал в Северном море и Балтийских проливах, участвуя в минно-заградительных операциях у восточного побережья Великобритании.
В первой половине апреля 1940 года участвовал в операции «Везеребюнг», входя в состав Нарвикской группы. 10 апреля 1940 года участвовал в первом бою у Нарвика.
11 апреля 1940 года погнул винты в результате касания грунта в Балланген-фьорде.
13 апреля участвовал во втором бою у Нарвика, после боя с британскими кораблями, взорван экипажем в Румбакс-фьорде 68°25′ с. ш. 17°55′ в. д..

## Командиры корабля
| Имя и звание                                      | Время службы                 |
| ------------------------------------------------- | ---------------------------- |
| корветтен-капитан/фрегаттен-капитан Готфрид Пёниц | 2 июля 1938 — 13 апреля 1940 |